# 乙醇
乙醇（英語：Ethanol），俗稱酒精（英語：Alcohol），是醇类的一种，也是酒的主要成份。化學式為C2H6O，示性式為C2H5OH，結構简式為CH3CH2OH或C2H5OH，或簡寫為EtOH（Et代表乙基）。乙醇易燃，是常用的燃料、溶剂和消毒剂，也用于有机合成。工業酒精含有少量有毒性的甲醇。医用酒精主要指体积百分浓度vol% 为75%左右（或质量百分浓度wt% 为70%）的乙醇，也包括医学上使用广泛的其他浓度酒精。
乙醇与二甲醚是同分异构体。

## 歷史
人類很早就會用糖類發酵製造酒精，這也是最早的幾項生物技术之一。古代人也知道飲酒所帶來的欣快作用，自史前時代開始人類就已開始喝酒，而其中會使人欣快的主要成份就是酒精。在中國發現的九千年前的陶器，上面就有酒的殘留物，因此可以看出，當時新石器時代的人已經開始飲酒。

酒精發酵過程

酒精发酵的总体化学式为：
C6H12O6 (葡萄糖) + 发酵酶 → 2 C2H5OH + 2 CO2
雖然古希臘及阿拉伯已有蒸餾的技術，但最早記載用酒蒸餾來製造酒精的是十二世紀義大利萨勒诺学校的鍊金家。第一個提到純酒精的是拉曼·鲁尔。
1796年Johann Tobias Lowitz利用部份純化的乙醇（乙醇-水共沸物）製備純乙醇，作法是將部份純化的乙醇加入過量的無水鹼，再在較低的溫度下蒸餾。拉瓦锡找出乙醇是由碳、氫、氧等元素所組成，1807年尼古拉斯·泰奥多尔·索绪尔確定了乙醇的化學式。五十年後阿奇博尔德·斯科特·库珀發表了乙醇的結構式，這也是最早發現的結構式之一。
麥可·法拉第在1825年首次以合成方式製備乙醇，他當時發現硫酸可以吸收大量的煤氣。他將吸附煤氣的硫酸液交給英國科學家Henry Hennell，他在1826年發現其中有乙基硫酸。在1828年時Hennell和法國科學家Sérullas分別發現乙基硫酸可以分解，產生乙醇。因此麥可·法拉第在1825年無意的發現乙醇可以以乙烯（煤氣中的一種成份）為原料，利用酸觸媒的水合反應製備，這也類似現在工業製備乙醇的方式。
美國在1840年代曾用乙醇作為路燈的燃料，但在南北戰爭中針對工業用乙醇的課稅很重，此作法沒有經濟效益，工業用乙醇的課稅一直到1906年才消除。從1908年起乙醇也是汽車的燃料之一，像福特T型车可以選擇汽油或是酒精做為燃料。乙醇也是常用酒精燈的燃料之一。
工業用的乙醇一般會用乙烯製備。乙醇常被用做一些人類可能接觸或使用物質的溶劑，像香水、顏料及醫藥等。乙醇既是溶劑，也是製造其他物質的原料。乙醇很長的時間都作為燃料，而最近又開始有研究以乙醇為燃料的內燃機。

## 物理性质
- 乙醇的物理性质主要与其低碳直链醇的性质有关。分子中的羟基可以形成氢键，因此乙醇黏度很大，也不及相近相对分子质量的有机化合物极性大。室温下，乙醇是无色，且有特殊味道的挥发性液体。
- 在針對鈉黃光（λ=589.3nm）和溫度為18.35 °C的條件下，乙醇的折射率为1.36242，比水稍高。[16]
- 乙醇易挥发，且可以与水、乙酸(醋)、丙酮、苯、四氯化碳、氯仿、乙醚、乙二醇、甘油、硝基甲烷、吡啶和甲苯等溶剂混溶。[16][17]此外，低碳的脂肪族烃类如戊烷和己烷，氯代脂肪烃如1,1,1-三氯乙烷和四氯乙烯也可与乙醇混溶。[17]随着碳数的增长，高碳醇在水中的溶解度明显下降。[18]
- 由于存在氢键，乙醇具有潮解性，可以很快从空气中吸收水分。羟基的极性也使得很多离子化合物可溶于乙醇中，如氢氧化钠、氢氧化钾、氯化镁、氯化钙、氯化铵、溴化铵和溴化钠等。鹽(氯化鈉)和氯化钾则微溶于乙醇。[17]此外，其非极性的烃基使得乙醇也可溶解一些非极性的物质，例如大多数香精油[19]和很多增味剂、增色剂和医药试剂。

## 化学反应
乙醇是一種一級醇，連接羥基的碳原子連接二個氫原子。許多乙醇的反應都和羥基有關。

### 酯化反應

#### 与乙酸反应
乙醇可以与乙酸（在浓硫酸的催化下）發生酯化作用，產成乙酸乙酯和水。
C2H5OH + CH3COOH  → CH3COOC2H5 + H2O

#### 其它酯化反应
乙醇可以（在酸的催化下）和其它羧酸發生酯化作用，生成相应的酯類和水。
C2H5OH + RCOOH  →  RCOOC2H5 + H2O
若是在化工產業中大規模的進行此反應，需設法生成物中移除水。酯類和酸或鹼反應會產生醇類和鹽，肥皂製作也是利用此反應的原理，因此稱為皂化反應。
乙醇也會和無機酸形成酯類，像硫酸二乙酯和磷酸三乙酯是將乙醇和三氧化硫及五氧化二磷反應而得。硫酸二乙酯是有機合成中常用的乙基化試劑。亞硝酸乙酯是將硝酸鈉和乙醇和硫酸反應而得，以前常當作利尿劑。

### 还原性
乙醇具有還原性，可以被氧化成为乙醛，例如
2C2H5OH + O2 → 2CH3CHO + 2H2O（条件是在催化剂的作用下加热）

#### 動物體內反應
在哺乳动物中，乙醇主要在肝脏和胃中由醇脱氢酶催化下進行代谢。这些酶催化乙醇氧化成乙醛。造成酒精中毒和肝臟損傷的罪魁祸首通常被认为是有一定毒性的乙醛，而并非喝下去的乙醇。乙醇通过各種代谢途徑代謝成二氧化碳和水後排出体外。
C2H5OH + NAD+ → CH3CHO + NADH + H+
当人類體內存在大量乙醇时，上述代谢過程还受到细胞色素P450酶CYP2E1的催化，而微量的乙醇也会在过氧化氢酶的催化下代谢。

### 燃烧
乙醇可以与空气中氧气发生剧烈的氧化反应产生燃烧现象，生成水和二氧化碳。
C2H5OH + 3O2 → 2CO2 + 3H2O
乙醇也可与濃硫酸跟高錳酸鉀的混合物發生非常激烈的氧化反应，燃烧起來。

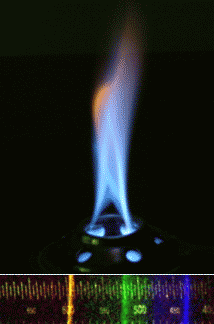
燃烧乙醇

### 卤化反应
乙醇(C2H5OH)可以和卤化氢发生取代反应，生成卤代烃和水(H2O)。例如：
C2H5OH + HBr → C2H5Br + H-OH
乙醇的卤代反应也可以和更强的卤化剂反应，比如氯化亚砜或三溴化磷.
C2H5OH + SOCl2 → C2H5Cl + SO2 + HCl
乙醇在碱性条件下与卤素反应，最终产物会是卤仿 (CHX3，X = Cl, Br, I)，这一过程称为卤仿反应。
其反应中间产物是三氯乙醛：
4 Cl2 + C2H5OH → CCl3CHO + 5 HCl

### 脱水反应
乙醇可以在浓硫酸和高温的催化发生脱水反应，随着温度的不同生成物也不同。
如果温度在140℃左右生成物是乙醚：
C2H5-OH + HO-C2H5  → C2H5OC2H5 + H2O
如果温度在170℃左右，生成物为乙烯：
CH2HCH2OH →CH2=CH2↑ + H2O

### 酸碱反应
與活泼金屬反應：
乙醇可以和活泼性金屬反應，生成醇鹽和氫氣。例如與鈉的反應：
2C2H5OH + 2Na → 2C2H5ONa + H2↑
也可以和一些非常强的碱，比如氢化钠反应：
C2H5OH + NaH → C2H5ONa + H2↑
乙醇的酸性和水接近，两者的pKa分别为16和15.7，因此醇鹽和碱存在如下化学平衡：
C2H5OH + NaOH ⇌ C2H5ONa + H2O

## 工业制法
乙醇依製程分成用淀粉发酵法的生質乙醇（主要源自玉米與甘蔗，主要產地為美國與巴西）。
以及使用乙烯的水化法的合成乙醇（源自石油）。2015年，全球的生質乙醇產量約9443萬噸，合成乙醇產量約194萬噸。
在一定条件下，乙烯通过固体酸催化剂直接与水反应生成乙醇：
CH2=CH2＋H2O→C2H5OH
上述反应是放热、分子数减少的可逆反应。

## 殺菌效果

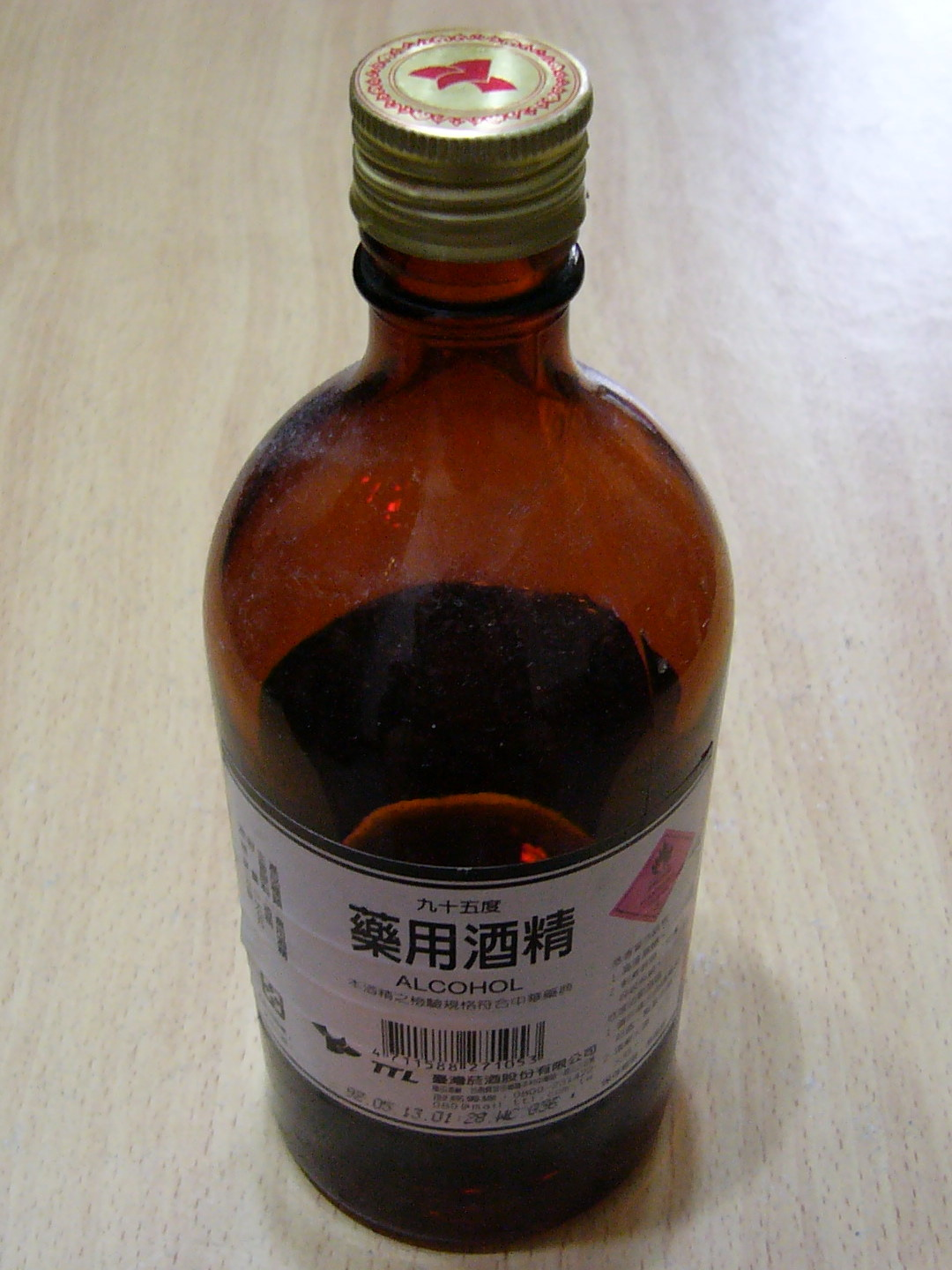
臺灣菸酒公司隆田酒廠製造的95度藥用酒精

高純度乙醇（95%）會使細菌細胞脱水，讓細菌表面的蛋白質凝固形成硬膜，這層硬膜會阻止酒精滲入，導致高純度乙醇的消毒殺菌效果，反而不及稀乙醇（70-75%）。
碘酊（俗称碘酒）的溶剂也是乙醇。

## 健康
高濃度的乙醇會刺激皮膚和眼球，若食用過量則導致嘔吐及噁心。長期食用則會損害肝臟。全球疾病负担报告2016酒精同盟发表于2018年9月的研究认为，若要使健康损害降至最低，每周的酒精消費量应为研究中定义的标准摄入单位（10克纯酒精）的零倍。

### 性質
在人體肝臟中通過醇脫氫酶的氧化功能，只能有限地清除酒精。因此去除大量聚集血液中酒精含量可能遵循零級動力學。這意味著，酒精以恆定的速率離開人體，而不是有一個清除半衰期。對一種物質限制速率的步驟可以與其他物質共同存在。其結果是，血液中的酒精濃度可改變甲醇和乙二醇的代謝率。甲醇本身不是劇毒，但其代謝產物甲醛和甲酸則是；因此可攝取酒精，可以减缓產生這些有害代謝物的速度。乙二醇中毒可以以相同的方式進行處理。純乙醇會刺激皮膚和眼睛。噁心、嘔吐和醉酒是攝食的症狀。長期食用可導致嚴重的肝損害。

### 吸收
酒精中的一部分是疏水性。這種疏水性或親脂性，能使酒精擴散穿過胃壁細胞。事實上酒精是一種可以在胃中被吸收的罕見的物質之一。而大多數食品或物質在小腸中被吸收。然而即使酒精可以在胃中被吸收，但它主要還是在小腸中吸收，因為小腸有一個廣大的表面積，以促進酒精吸收。一旦酒精在小腸被吸收，它會延緩胃內容物的釋放與排空以進入小腸。因此酒精可延緩營養物質的吸收率。酒精被身體吸收後到達肝臟，在那裡酒精被代謝。

### 代謝
乙醇被胃腸道壁黏膜吸收後，經肝門靜脈系統到肝臟代謝（氧化與分解）。代謝途徑有兩種：
- 主要：首先，乙醇被醇脫氫酶氧化為乙醛；接著，乙醛再被醛脫氫酶氧化為乙酸鹽；最後，乙酸鹽與輔酶A生成乙醯輔酶A，進入三羧酸循環，再分解成二氧化碳及水，二氧化碳從肺排出，水從腎臟排出。整個過程約3小時。
- 次要：經由微粒體乙醇氧化酶系（英语：microsomal ethanol-oxidizing system）（MEOS）[27]，但也是將乙醇氧化為乙醛；接著步驟相同。

### 酒精呼吸檢測儀
酒精未由肝臟處理就流向心臟，每單位時間肝臟只能處理一定量的酒精，因此，當一個人喝太多酒，就有更多的酒精可以流到心臟。在心臟，酒精降低心臟收縮力。因此，心臟只會泵送更少量的血，因而降低了整個身體的血壓。此外血液到達心臟再流到肺部，以補充血液中的氧氣濃度。在這一階段，一個人可以呼出可追踪的酒精痕跡。這就是酒精呼氣測試（或酒精呼吸檢測儀）的基本原理，多用于確定是否有司機酒後駕車。
帶酒精的血液由肺部返回心臟整個身體會散發出來。有趣的是，酒精增加的高密度脂蛋白（HDL的），它攜帶膽固醇。酒精能使血液不容易凝固，減少心臟病發作和中風的風險，這就是為什麼當適量飲酒可能有健康益處的原因。此外，酒精會使血管擴張。因此會感到溫暖，臉会變得紅暈。

### 毒性比較

上圖可以顯示，合法毒品菸（tobacco）酒（alcohol）的傷害性及成癮性其實不低。資料來自醫學期刊：The Lancet，此图为英国相关领域从业人员的主观打分平均值。（縱軸是成癮性、橫軸是傷害性）

關於常見管制藥品的傷害性及成癮性比較可参见右图，作为参照，烟、酒也列于其中。從圖中可見，酒精對身體造成的生理傷害和依賴性，较大麻和搖頭丸嚴重，但轻于古柯碱、海洛英。

### 致癌性
乙醇會導致致癌物更容易滲透人體，進而增加致癌風險。乙醇在人體內，會被肝臟代謝為乙醛。乙醛是種致癌物質，在國際癌症研究機構的分級中，屬於1級致癌物，也就是說，已經有明確的證據顯示，飲酒會導致癌症。
雙硫侖類藥物会抑制ALDH2将乙醛转化为无毒的乙酸的过程，导致更严重的乙醛不良反应，症见脸红、头晕、宿醉、呼吸困难等，严重可致死亡。约四成东亚人有ALDH2突变，无需吃此类药物，就已经只有正常人10-45%的ALDH2活性。这类变化会使饮酒快感降低而不适感提升，因此这类人群患酒瘾的概率较低，但足够的社会压力（比如说在日本）足够仍然可以造成大规模酗酒。因为乙醛在体内堆积，这类人喝酒致癌的风险也更大。

### 毒性
急毒性： 
- 吸入：

1. 可能刺激呼吸道和黏膜。
2. 可能引起危害中樞神經系統的作用，症狀包括興奮、陶醉、頭痛、頭昏眼花、困倦、視覺模糊、疲勞、戰慄、痙攣、喪失意識、昏睡、呼吸停止和死亡。

- 皮膚：輕微刺激。
- 眼睛：

1. 暴露於液體、蒸氣、薰煙或霧滴可能引起中度刺激。
2. 直接接觸可能引起刺激、痛、角膜可能会發炎甚至受到損害。

- 食入：

1. 可能引起危害中樞神經系統的作用，症狀如“吸入”所列舉。
2. 嚴重急性中毒可能引起血糖過低、體溫過低和伸肌僵硬。
3. 吸入肺部可能引起肺炎。

- LD50（測試動物、暴露途徑）：7060 mg/kg（大鼠，吞食）。
- LC50（測試動物、暴露途徑） ：20,000 ppm/10H（大鼠，吞食）。

- 局部效應：
  - 20 mg/24H（兔子、皮膚）造成中等刺激。
  - 500 mg（兔子、眼睛）造成嚴重刺激。
- 致敏感性：長期皮膚接觸，可能導致很少數人皮膚過敏反應。
- 慢毒性或長期毒性：

1. 反覆或長期接觸皮膚可能導致脫脂、紅、癢、發炎、龜裂及可能二度感染。
2. 長期皮膚接觸，可能導致很少數人皮膚過敏反應。
3. 食入：慢性中毒可能引起肝臟、腎臟、大腦、腸胃道和心肌衰退。
4. 可能引起不良的繁殖影響。
5. 曾患肝病的人暴露其中可能增加危害性。
6. 與其他藥物共同使用可能有不良作用。

- 特殊效應：
  - 200 mg/kg（性交前5天前的女人，子宮内）影響女生生殖力。
  - 8 mg/kg（懷孕32週的女人，靜脈注射）影響新生兒的 Apgar 計分值（乃新生兒心跳節律、呼吸、肌肉緊張度、反射刺激皮膚等綜合推算值）。
- 對水中生物具高毒性。

### 急救措施
不同暴露途徑之急救方法： 
- 吸入：

1. 將患者移離暴露區。
2. 如果呼吸停止，確實清通呼吸道並施行心肺復甦術。
3. 如果呼吸困難，給予氧氣。
4. 保持患者溫暖且休息。
5. 立即就醫。

- 皮膚接觸：

1. 以肥皂和水徹底清洗患部。
2. 立刻脫除污染的衣服。
3. 如果刺激性持績，立即就醫。

- 眼睛接觸：

1. 立刻以大量水沖洗15分鐘以上。
2. 眼皮應提離眼球以确保徹底清洗。
3. 立即就醫。

- 食入：

1. 若患者意識清醒，給患者喝下1至3杯水或牛奶以稀釋胃部内的含量。
2. 若患者自發性嘔吐或催吐時，觀察呼吸是否困難。
3. 不要對意識不清或半痙攣的患者催吐。
4. 保持患者溫暖且休息。
5. 大量食入或有腸胃症狀時，立即就醫。

- 最重要症狀及危害效應：刺激，吸入肺部可能引起肺炎。
- 對急救人員之防護：應穿著 C 級防護裝備在安全區實施急救。